# گروه متناهی
گروه متناهی، در ریاضیات و جبر مجرد، گروهی است که هر زیر مجموعه آن تعداد متناهی عضو دارد.
در قرن بیستم ریاضیدانان جنبه‌های مشخصی از نظریهٔ گروه‌های متناهی به ویژه نظریهٔ محلی گروه‌های متناهی و نظریهٔ گروه‌های قابل حل و گروه‌های نیلپوتنت را به‌طور عمیق بررسی کردند. تعیین کامل همهٔ ساختارهای ممکن گروه‌های متناهی بیشتر از آن است که ممکن باشد. با وجود این دسته بندی گروه‌های ساده متناهی انجام شده، به این معنی که "بلوک‌های ساختمانی" که همهٔ گروه‌های محدود می‌توانند از آن ساخته شده باشند، اکنون با این دلیل که هر گروه متناهی یک ترکیب سری دارد، شناخته شده‌است.
در طول نیمهٔ دوم قرن بیستم، ریاضیدانانی از قبیل چوالی و استینبرگ درکمان را از آنالوگ متناهی گروه‌های کلاسیک و دیگر گروه‌های مرتبط، افزایش دادند، خانوادهٔ گروه خطی جامع در میدان متناهی، یکی دیگر از خانواده‌های گروه‌ها است. گروه متناهی معمولاً زمانی ایجاد می‌شود که تقارن ریاضیاتی یا فیزیکی اجسام در نظر گرفته شود که آن اجسام فقط تعداد متناهی از دگرگونی با حفظ ساختار را پذیرفته باشند. در نظریهٔ گروه‌های لی که ممکن است به عنوان "تقارن پیوسته" هم دیده شده باشد، به شدت تحت تأثیر گروه ویل انجمنی است. این‌ها گروه‌های متناهی هستند که با بازتاب‌هایی که روی ابعاد متناهی فضای اقلیدسی کار می‌کنند، ایجاد شدند. جزییات گروه‌های متناهی می‌تواند در موضوعاتی مثل فیزیک نظری و شیمی نقش داشته باشد.

## تعداد گروه‌های یک ترتیب داده شده
دادن عدد صحیح n، به هیج عنوان یک موضوع روتین برای محاسبهٔ چه تعداد گروه هم‌ریخت با مرتبه n وجود دارد، نیست. از آنجایی که که قضیه لاگرانژ بر این دلالت دارد که زیرگروه مدور با هر عنصر بی هویت خودش، تمام گروه است، هر گروه با ترتیب عدد اول اول یک گروه مدور است.
اگر n مربع یک عدد اول باشد، بنابراین دقیقاً دو نوع گروه هم‌ریخت با مرتبه n وجود دارد که آبلی هستند. اگر n توان بیشتری از اول باشد، بنابراین نتایج گراهام هیگمان و کارلس سیمس، حدس مجانبی درستی از تعداد گروه‌های هم‌ریخت با مرتبه n می‌دهد، و تعداد آن خیلی سریعتر از توان افزایش می‌یابد.
یسته به فاکتورهای اول n، تعدادی محدودیت ممکن است بر ساختار گروه مرتبه ان قرار بگیرد، به‌طور مثال نتایج نظریه سیلو. مثلاً هر گروه با مرتبهٔ pq در صورتی مدور هست که q <p اول هستند و ?-pبه q بخش‌پذیر نیست.
اگر ان بی مربع (دارای هیچ فاکتور مربع کامل نباشد) باشد، هر گروه از مرتبهٔ ان قابل حل است. یک نظریهٔ ویلیام برنساید، با استفاده از کاراکترهای گروه، حالت‌هایی که هر گروه از مرتبهٔ n قابل حل است در صورتی که n به کمتر از سه عدد مجزای اول بخش‌پذیر باشد، ثابت شد. با نظریه فیت-تامسون که اثبات پیجیده و طولانی دارد، هر گروه از مرتبهٔ n اگر n فرد باشد قابل حل است.
برای هر عدد صحیح مثبت n، بیشتر گروه‌های با مرتبه n قابل حل هستند. مشاهدهٔ این موضوع برای هر مرتبهٔ خاص معمولاً کار سختی نیست (مثلاً یک گروه غیرقابل حل و ۱۲ گروه قابل حل برای مرتبهٔ ۶۰ وجود دارد)، اما برای اثبات آن با هر مرتبه‌ای از دسته‌بندی گروه‌های سادهٔ متناهی استفاده می‌شود. برای هر عدد صحیح مثبت n حداکثر دو گروه ساده از مرتبهٔ n وجود دارد، و بی‌نهایت عدد صحیح مثبت n وجود دارد که دو گروه سادهٔ غیرهم‌ریخت از مرتبهٔ n وجود دارد.

### جدول گروه‌های مختلف از مرتبهٔ n
| مرتبهٔ n | # گروه‌ها | آبلی | غیرآبلی |
| ------- | -------- | ---- | ------- |
| ۱       | ۱        | ۱    | ۰       |
| ۲       | ۱        | ۱    | ۰       |
| ۳       | ۱        | ۱    | ۰       |
| ۴       | ۲        | ۲    | ۰       |
| ۵       | ۱        | ۱    | ۰       |
| ۶       | ۲        | ۱    | ۱       |
| ۷       | ۱        | ۱    | ۰       |
| ۸       | ۵        | ۳    | ۲       |
| ۹       | ۲        | ۲    | ۰       |
| ۱۰      | ۲        | ۱    | ۱       |
| ۱۱      | ۱        | ۱    | ۰       |
| ۱۲      | ۵        | ۲    | ۳       |
| ۱۳      | ۱        | ۱    | ۰       |
| ۱۴      | ۲        | ۱    | ۱       |
| ۱۵      | ۱        | ۱    | ۰       |
| ۱۶      | ۱۴       | ۵    | ۹       |
| ۱۷      | ۱        | ۱    | ۰       |
| ۱۸      | ۵        | ۲    | ۳       |
| ۱۹      | ۱        | ۱    | ۰       |
| ۲۰      | ۵        | ۲    | ۳       |
| ۲۱      | ۲        | ۱    | ۱       |
| ۲۲      | ۲        | ۱    | ۱       |
| ۲۳      | ۱        | ۱    | ۰       |
| ۲۴      | ۱۵       | ۳    | ۱۲      |
| ۲۵      | ۲        | ۲    | ۰       |

## لینک‌های مرتبط
- قضیه لاگرانژ
- گروه آبلی
- نظریه گروه‌ها